# Lithophane grisea
Lithophane grisea là một loài bướm đêm trong họ Noctuidae.